# Бериславські поселення та могильник
Бериславські поселення та могильник - археологічні памґятки, виявлені на околицях міста Берислава

## Історія
Досліджувалися з 1951 по 1953 рр. Починаючи з епохи бронзи, поселення заселялося до середньовіччя. На початку нашої ери його населяли скіфо-сармати та частково слов'яни. Розкопки виявили залишки шести великих кам'яних будівель перших століть н. е., що характерні для того часу. Двох двокамерних будівель (можливо, культових) оздоблено колонами. У могильнику було знайдено чотири поховання з предметами, характерними для черняхівської культури.